# Большеербинский сельсовет
Большеербинский сельсовет — сельское поселение в Боградском районе Хакасии.
Административный центр — село Большая Ерба.

## История
Статус и границы сельского поселения установлены Законом Республики Хакасия от 7 октября 2004 года № 68 «Об утверждении границ муниципальных образований Боградского района и наделении их соответственно статусом муниципального района, сельского поселения»

## Население
| 2002  | 2010  | 2012  | 2013  | 2014  | 2015  | 2016  |
| ----- | ----- | ----- | ----- | ----- | ----- | ----- |
| 1251  | ↘1163 | ↘1140 | ↘1116 | ↘1113 | ↗1125 | ↘1110 |
| 2017  | 2018  | 2019  | 2020  | 2021  |       |       |
| ↘1087 | ↗1094 | ↘1080 | ↘1072 | ↘690  |       |       |

## Состав сельского поселения
В состав сельского поселения входят 3 населённых пункта:
| № | Населённый пункт | Тип населённого пункта       | Население |
| - | ---------------- | ---------------------------- | --------- |
| 1 | Большая Ерба     | село, административный центр | ↘828      |
| 2 | Верх-Ерба        | деревня                      | ↘208      |
| 3 | Карасук          | село                         | ↘127      |

## Местное самоуправление
Администрация
с. Большая Ерба, Пономарева, 1
Глава администрации
- Байтуяков Марат Мухамедиевич